# Sprawy rodzinne
Sprawy rodzinne (ang. Family Law, 1999–2002) – amerykański serial obyczajowy stworzony przez Paula Haggisa.
Jego światowa premiera odbyła się 20 września 1999 roku na kanale CBS. Ostatni odcinek został wyemitowany 27 maja 2002 roku. W Polsce serial nadawany był na kanale TVP1.

## Obsada
- Kathleen Quinlan jako Lynn Holt
- Christopher McDonald jako Rex Weller
- Dixie Carter jako Randi King
- Julie Warner jako Danni Lipton
- Cristián de la Fuente jako Andres Diaz
- Salli Richardson jako Viveca Foster
- Meredith Eaton jako Emily Resnick
- Tony Danza jako Joe Celano
- Merilee McCommas jako Patricia Dumar
- Orla Brady jako Naoise O'Neill

i inni